# 데이터 디스플레이 디버거
데이터 디스플레이 디버거(Data Display Debugger, GNU DDD)는 GDB, DBX, JDB, HP Wildebeest 디버거, XDB, Perl 디버거, Bash 디버거, 파이썬 디버거, 그리고 GNU Make 디버거 같은 커맨드라인 디버거들을 위해 그래픽 사용자 인터페이스(모티프 툴킷을 사용하는)이다. DDD는 GNU 프로젝트의 한 부분으로서 GNU 일반 공중 사용 허가서 하에서 배포되는 자유 소프트웨어이다.

## 기술적 세부사항
DDD는 소스 텍스트와 이것의 인터렉티브한 그래픽 데이터 디스플레이(데이터 구조들이 그래프로 보여지는) 같은 GUI 프론트 엔드라는 특징을 갖는다.
간단한 마우스 클릭으로 포인터들을 역참조하거나 구조체 내용을 볼 수 있으며 프로그램이 멈출 대마다 업데이트된다. DDD를 사용함으로써 당신은 소스 코드의 실행 라인만을 볼 수 있는 것이 아니라 이것의 데이터를 주시하면서 당신의 애플리케이션을 분석할 수 있다.
DDD는 유닉스 시스템들에서 주로 사용되며 이것의 유용함은 많은 오픈 소스 플러그인들에 의해 보완된다.

## 같이 보기
- 디버거 프론트엔드
- KDbg, KDE 디버거 프론트엔드
- ups (디버거)
- Xxgdb, X 윈도 시스템 디버거 프론트엔드

### 참조주
1. ↑  “DDD-3.4.1 Debugger GUI released”. 2024년 8월 24일. 2024년 8월 24일에 확인함.
2. ↑  Matloff, Norman; Salzman, Peter Jay (2008). 《The Art of Debugging with GDB, DDD and Eclipse》. No Starch Press. ISBN 9781593271749.
3. ↑  HP. “HP WDB”. 2015년 9월 7일에 원본 문서에서 보존된 문서. 2012년 12월 9일에 확인함.
4. ↑  GNU Project - Free Software Foundation (FSF) (2011년 5월 5일). “DDD - Data Display Debugger”. 2012년 12월 8일에 확인함.

### 내용주
1. ↑  The HP Wildebeest 디버거(WDB)는 HP가 지원하는 GNU 디버거의 구현이며 HP에서 PA-RISC와 Itanium 시스템을 위한 자유 소프트웨어이다.[3]